# Cao Ly sử tiết yếu
Cao Ly sử tiết yếu (tiếng Hàn: 고려사절요; Hanja: 高麗史節要; Romaja: Goryeosa-jeolyo) là một bộ sử thư Triều Tiên do sử quan vương triều Triều Tiên thành lập năm 1452. Đây là một trong những bộ chính sử về nhà Cao Ly (918 - 1392).
Tác giả là Giám Xuân Thu Quán sự Kim Tông Thụy (金宗瑞, 김종서), đã nghiên cứu tỉ mĩ nội dung của Cao Ly sử, căn cứ vào đó để biên soạn độc lập Cao Ly sử tiết yếu, khiến cho nó trở thành một trứ tác lịch sử có giá trị rất cao. Sách được biên soạn theo biên niên thể, tổng cộng 35 quyển.
Tiết yếu (節要) có nghĩa là tiết chế hay tóm tắt những yếu điểm.

## Nội dung
- Tiến Cao Ly sử tiết yếu tiên (進高麗史節要箋)
- Phàm lệ (凡例)
- Tu sử quan (修史官)
- Mục lục (目錄)
- Quyển 1 Thái Tổ
- Quyển 2 Huệ Tông, Định Tông, Quang Tông, Cảnh Tông, Thành Tông, Mục Tông
- Quyển 3 Hiển Tông
- Quyển 4 Đức Tông, Tĩnh Tông, Văn Tông nhất
- Quyển 5 Văn Tông nhị
- Quyển 6 Tuyên Tông, Hiến Tông, Túc Tông nhất
- Quyển 7 Túc Tông nhị, Duệ Tông nhất
- Quyển 8 Duệ Tông nhị
- Quyển 9 Nhân Tông
- Quyển 10 Nhân Tông nhị
- Quyển 11 Nghị Tông
- Quyển 12 Minh Tông nhất
- Quyển 13 Minh Tông nhị
- Quyển 14 Thần Tông, Hi Tông, Khang Tông, Cao Tông
- Quyển 15 Cao Tông nhị
- Quyển 16 Cao Tông tam
- Quyển 17 Cao Tông tứ
- Quyển 18 Nguyên Tông
- Quyển 19 Nguyên Tông nhị, Trung Liệt Vương nhất
- Quyển 20 Trung Liệt Vương nhị
- Quyển 21 Trung Liệt Vương tam
- Quyển 22 Trung Liệt Vương tứ
- Quyển 23 Trung Liệt Vương ngũ, Trung Tuyên Vương
- Quyển 24 Trung Túc Vương
- Quyển 25 Trung Huệ Vương, Trung Túc Vương, Trung Huệ Vương, Trung Mục Vương
- Quyển 26 Trung Định Vương, Cung Mẫn Vương nhất
- Quyển 27 Cung Mẫn Vương nhị
- Quyển 28 Cung Mẫn Vương tam
- Quyển 29 Cung Mẫn Vương tứ
- Quyển 30 Tân Ngu nhất
- Quyển 31 Tân Ngu nhị
- Quyển 32 Tân Ngu tam
- Quyển 33 Tân Ngu tứ
- Quyển 34 Cung Nhượng Vương nhất
- Quyển 35 Cung Nhượng Vương nhị